# David Qualey
David Qualey (* 30. Dezember 1947 in Salem, Oregon; † 23. Oktober 2024 in Stipsdorf, Deutschland) war ein US-amerikanischer Gitarrist und Komponist.

## Leben und Werk
Als Neunjähriger begann David Qualey an einer Wander-Musikschule zunächst Hawaiigitarre zu erlernen, bevor er sich etwas später selbst, anhand von Aufnahmen des Country-Musikers Chet Atkins, das Spiel der E-Gitarre beibrachte. Von 1962 bis 1965 spielte er in einer Schulband, mit der er den „Battle of Bands“-Wettbewerb von California State Fair gewann. 1966 spielte er in der Folk-Gruppe Fourth and Main, die später in Aerial Landscape umbenannt wurde. 1968 wurde Qualey in die Armee eingezogen. Um nicht nach Vietnam geschickt zu werden, verpflichtete er sich für drei Jahre und leistete seinen Militärdienst in der US-Armee bis 1971 ab. Er spielte anschließend bis 1973 in Restaurants und Clubs in den USA.
Im Mai 1973 kam er nach Europa und hatte seit langem seinen Lebensmittelpunkt im Weserbergland. Seine erste LP produzierte er bei Stockfisch Records.
David Qualey wird als Vertreter des so genannten Fingerstyle bezeichnet, auch wenn er sich selbst von diesem Begriff distanzierte, da dieser lediglich die Spieltechnik, nicht jedoch die Stilistik der Musik beschreibe.
Bekannte Stücke von ihm sind Santa Cruz sowie seine freie Bearbeitung der Bach-Komposition Jesu Joy Of Man's Desiring. Letztere wird inzwischen auch von anderen bekannten Gitarristen wie Werner Hucks gespielt. In seinen Büchern mit Spielstücken wie Only For Guitar finden sich weitere Gitarrenstücke, wie zum Beispiel Opus 20. Als Komponist der Gegenwart für klassische Gitarre werden seine Kompositionen in den deutschen Musikschulen und Musikhochschulen akzeptiert und als Musik für klassische Gitarre unterrichtet. Sie eignen sich für fortgeschrittenere Gitarristen.
Mittlerweile sind 17 Tonträger veröffentlicht. 1986 wurde A Winter's Solstice, ein Gemeinschaftswerk mit anderen Musikern, für den Grammy nominiert und mit der Goldenen Schallplatte ausgezeichnet.

## Diskografie
- Only Guitar (eigene Kompositionen, Stockfisch Records, 1974) Einige Titel dieses Album wurden unter dem Namen Soliloquy 1979 von Windham Hill Records erneut herausgebracht, Qualey nahm dafür die entsprechenden Titel nochmals auf. Die Stücke dieser LP sind derzeit auf der CD Only Guitar Parables erhältlich, die zugleich die Stücke der LP Guitar Parables enthält - der Titel der CD ist eine Kombination aus den beiden LP-Titeln.
- Guitar Solo (eigene Kompositionen, Teldec, 1977)
- Guitar Parables (eigene Kompositionen, Teldec, 1980)
- 3.5 hours (Qualeys legendäre Aufnahmen, die 1979 beim NDR in Hamburg mitgeschnitten wurden. Er spielt seine Bearbeitungen von Kompositionen Jobims, Lennon/McCartneys, James Taylors, Gilbert O’Sullivans oder Burt Bacharachs. Stockfisch Records, 1996.  Das Album erschien im Original beim Label Teldec mit 12 Tracks unter dem Namen Awhile Ago im Jahr 1982, auf der LP steht, dass die Aufnahmen am 24. Oktober 1973 gemacht worden seien)
- Reflections (eigene Kompositionen, Teldec, 1983, mit Synthesizer und Drum-machine)
- Handmade (eigene Kompositionen, Stockfisch Records, 1992)
- Blue House (eigene Kompositionen, Stockfisch Records, 1995)
- Begegnung (Bearbeitung von Chorälen im Auftrag der Ev. Landeskirche Baden-Württemberg, 1996)
- Time Passing (eigene Kompositionen, 2000)
- Daheim (Bearbeitung von Chorälen im Auftrag des Bayerischen Rundfunks, 2001)
- Songs of Christmas (Bearbeitungen von Weihnachtsliedern aus aller Welt, 2002)
- unBEATabLE Songs (Bearbeitungen von Beatles-Songs, 2004)
- One Way Home (eigene Kompositionen, 2006)

## Publikationen
- Only for guitar - new Compositions für Solo Guitar (1976), B.Feldmann & Co.
- Guitar Parables (1980)
- Guitar Solo (1984), MMC, Köln
- Reflections - Solo Guitar (1985)
- Classical Fingerstyle Pop Classics - arrangements für Solo guitar (1992)
- Step by step - Solos, Duos, Trios (1993), David Qualey Music